# Norm Coleman
Norm Coleman (ur. 17 sierpnia 1949 na Brooklynie w Nowym Jorku) – amerykański polityk, senator Stanów Zjednoczonych ze stanu Minnesota w latach 2003–2009, członek Partii Republikańskiej.
Były Prokurator Generalny, oraz Solicitor Stanu Minnesota.
W latach 1993–1999 był burmistrzem miasta St. Paul w Minnesocie.

## Wybory 2008
W wyborach do Senatu które odbyły się 4 listopada 2008 Coleman zdobył 1 211 565 głosów, a jego przeciwnik z Partii Minnesota Democratic-Farmer-Labor Al Franken tylko 312 głosów mniej (dane na 1 lipca 2009). Różnica ta była tak mała, że według prawa stanowego głosy zostały ponownie przeliczone. Procedura ta policzyła też głosy które automatyczne skanery uznały za nieważne.
30 czerwca 2009 Sąd Najwyższy Minnesoty uznał ostatecznie Frankena zwycięzcą najdłużej trwających wyborów w historii amerykańskiego Senatu.